# 山元遺跡
山元遺跡（やまもといせき）は、新潟県村上市下助渕にある弥生時代の環濠集落の遺跡。国の史跡に指定され、出土品は新潟県指定有形文化財に指定されている。

## 概要
新潟県村上市内、越後平野最北部に接する村上丘陵の標高40メートルほどの場所に位置する、弥生時代中期から後期の遺跡である。周囲の水田との比高36から37メートルの場所に居住域と墓域を設け、居住域を環濠で囲んだ「高地性環濠集落」である。高地性環濠集落としては最北に位置する。遺構は、出土土器の編年から、弥生後期後半のものが多いが、中期後葉のものも存在する。
日本海沿岸東北自動車道の建設工事にともない、2005年および2006年、新潟県教育委員会による試掘調査が行われた。その後、調査は村上市教育委員会に引き継がれ、2009・2010・2011年に確認調査（全面発掘調査ではない）が実施された。
遺跡は、北側のA地区（墓域）、南側のB地区（居住域）、北東側のC地区に分けられ、これらの地区の間は、深さ6から7メートルの谷でへだてられている。このうちC地区からは土器片が出土し、ピットが検出された程度で、生活痕跡は乏しい。以下、主としてA・B地区について説明する。

## 遺構・遺物

### A地区
遺跡北側のA地区は東西75メートル、南北は地区西側で15メートル、東側で10メートルの規模である。ここには土壙墓と埋設土器の2種類の墓がみられるが、建物跡はみられず、「墓域」とみなされる。B地区（居住域）にみられる環濠もここではみられない。土壙墓は7基、埋設土器は3基が確認されている。
1号土壙墓からは石鏃、剥片、ガラス小玉が出土し、土壙の近くからは筒形銅製品が出土している。層位的には、土壙の底、遺体の近くに副葬品とみられる石鏃があり、土壙の中ほどからは石鏃と同じ母岩に由来するとみられる剥片、上方からは故意に破壊した形跡のあるガラス玉が出土している。剥片を顕微鏡で観察し、使用痕を調べると、骨角類の加工に使用されていた形跡があった。このことから、すでに土中で分解されて失われてしまった骨角器を、その製作に使用した剥片とともに埋めたのではないかと想定されている。故意に割った形跡のあるガラス玉を含め、これらの遺物は当時の葬送儀礼に関連している可能性がある。
1号土壙墓の近くから出土した筒形銅製品は、本件を含め日本で11例ほどしか出土例のない稀少なものである。径2センチほどの円筒形で、円筒の片側は塞がれ、もう一方は開いている。側面には三方に長方形の透かし穴がある。用途は正確には不明だが、槍の石突であったか、もしくは杖の上部にかぶせたものといわれている。素材には銅のほかに鉛と錫が含まれるが、鉛同位体比分析の結果、中国河北方面の鉛が使用されたことがわかっている。
このほか、5号土壙墓からは故意に割ったとみられる管玉が出土。SK01土壙墓（村上市でなく新潟県の調査した遺構のため、遺構番号の付け方が異なっている）からは完形の青色ガラス玉68個が出土している。
埋設土器3基はそれぞれA・B・Cと名付けられている。埋設土器Aは副葬品はなし。埋設土器Bは底のほうから鉄剣が検出。埋設土器Cは意図的に底部を抜いた壺形土器の底に多数の土器片と石鏃があった。この土器片は甕形土器に復元できる。すなわち、埋設土器Cは、もとは壺形土器の上に小型の甕形土器を蓋状にかぶせたものであった。

### B地区
遺跡南側のB地区（居住域）は東西180メートル、南北は地区西側で30メートル、東側は長靴状にくびれており、狭いところで南北10メートル、広いところで南北50メートルの規模である。地区の東側に竪穴建物、西端近くに掘立柱建物がそれぞれ1棟検出されている。ただし、村上市による調査では全面発掘は行っていないため、地区全体で何棟の建物があったかは不明である。居住域周囲の斜面では7条の環濠が検出されている。濠は二重または三重にめぐっている箇所や、途切れている箇所があり、規模はさほど大きくない。環濠とは別に、居住域の平面上には縦堀と呼ばれる2条の溝がある。

### 土器・石器
山元遺跡から出土した土器は、東北系のものが主体である。弥生中期後葉の土器は、東北日本海側の山草荷（やまそうか）式を主として北陸系の小松式をまじえる。後期になると土器の8割から9割が東北系で占められるが、一部に北陸系や、北海道から東北北部に分布する続縄文土器もみられる。石器は共伴土器との関連で弥生後期とみられるものが主で、種別では石鏃、石錐、両極石器（楔形石器）、不定形石器、磨石類（礫に磨痕、凹痕、敲打痕のあるもの）、砥石、剥片などが含まれる。

## 本遺跡の位置づけ
山元遺跡の特色は、高地性環濠集落という集落形態にある。新潟県においては、平地からの比高30メートル以上に位置するものを高地性集落と定義している。わざわざこのような高地に集落を営んだ理由は、防御性を重視したためと解釈されている。『後漢書』は2世紀当時の日本について「倭国大いに乱る」と記しており、当時は集団間の争いが増えて、防御の必要性が高まったことが背景にあるといわれている。ただし、本遺跡の環濠は、新潟県内の他の遺跡の例と比較すると、幅、深さともに小さく、途切れている箇所もある。居住域の越後平野側（西側）斜面の濠は、幅が2メートル前後、深さは1メートルに満たない小規模なものである。平野に面していない東側斜面の濠はさらに規模が小さい。ただし、西側斜面については、斜面変換点、すなわち斜度が急に増す位置に濠が掘られており、いったん濠に入り込むと容易に抜け出せないようになっていることから、防御性をある程度は考慮していることがわかる。
本遺跡の出土遺物には、北陸以西の西方の文化要素がみられる点も特色である。墓に鉄剣のような武器を副葬することは、大陸に源流があり、北部九州に伝わった。ガラス製の装身具の副葬品は北部九州や北近畿に多くみられる。筒形銅製品は本遺跡以外では南関東、東海、近畿、北部九州で出土しており、本遺跡から見れば西方の文化要素といえる。高地性環濠集落としては最北に位置し、東北系や北海道系の土器がみられる一方で、西日本の文化の反映もみられ、山元遺跡に暮らした人々は北方・西方の双方の地域と交流していたことがうかがえる。

## 文化財

### 国の史跡
- 山元遺跡 - 2016年（平成28年）10月3日指定。

### 新潟県指定文化財
- 有形文化財
  - 山元遺跡出土品 280点（考古資料） - 2024年（令和6年）3月26日指定[20]。